# Козловка (Лопатинский район)
Козловка — село в Пензенской области, административный центр Козловского сельсовета в Лопатинском районе.

## История
Русское село, центр сельсовета, в 12 км от с. Лопатино, на шоссе Кузнецк — Петровск, на возвышенности, вдоль оврага с ручьем Чичера. На 1.1.2004 — 378 хозяйств, 833 жителя. Основано как Рождественская слобода пахотных солдат в начале 18 в. (вероятно, одна из рот гарнизона г. Петровска); поселена сначала, вероятно, на реке Вершаут, затем перенесена на новое место. Происхождение названия может быть связано с г. Козловым (ныне Мичуринск Тамбовской области), откуда набирались станичники для г. Петровска и его слобод. После 1780 пахотные солдаты и подселившиеся к ним черносошные крестьяне переведены в сословие государственных крестьян. С 1840-х гг. волостной центр Петровского уезда, с 1928 в Лопатинском районе. В 1841 крестьяне участвовали в «картофельном бунте». Накануне крестьянской реформы 1861 года в селе был размещен 1-й батальон Московского пехотного полка для подавления возможных бунтов в помещичьих селах. В 1861 году в селе было 160 безлошадных хозяев, из них 46 имели посев, остальные ходили батрачить, сдавая свою землю в аренду. В 1877 — 12 лавок, базар, 7 маслобоен, 2 красильни, 11 ветряных мельниц, было развито овцеводство, свиноводство. В 1921 году в села погибла группа коммунистов и комсомольцев от рук донских казаков, восставших под руководством эсеров против большевиков (руководитель повстанцев — Федор Попов, награжденный за заслуги перед Советской властью орденом Красного Знамени). В 1993 году имелись комбикормовый завод, лесничество, сельскохозяйственного товарищество им. Ленина на базе бывшего одноименного колхоза, производство зерна, молока. 3 ферм. хозяйства. средняя школа, больница, дом культуры, библиотека, почта, сберкасса, комбинат бытового обслуживания, 3 магазина. Памятник воинам-односельчанам, погибшим в годы Великой Отечественной войны. 

## Население
| 1762  | 1782  | 1795  | 1859  | 1877  | 1897  | 1902  |
| ----- | ----- | ----- | ----- | ----- | ----- | ----- |
| 687   | ↗1059 | ↗1650 | ↗2947 | ↗3652 | ↗4376 | ↗4840 |
| 1914  | 1921  | 1926  | 1939  | 1946  | 1959  | 1970  |
| ↗5510 | ↗6759 | ↘5215 | ↘2552 | ↘2110 | ↘1688 | ↘1363 |
| 1979  | 1989  | 1996  | 2002  | 2010  | 2012  | 2013  |
| ↘1308 | ↘1009 | ↘980  | ↘819  | ↘719  | ↘701  | ↘688  |
| 2014  | 2015  | 2016  | 2017  | 2018  |       |       |
| ↘667  | ↘643  | ↘619  | ↘599  | ↘595  |       |       |

## Известные люди
Козловка — родина Героя Советского Союза, гвардии капитана, командира танкового батальона Петра Терентьевича Ивушкина (1918–1995), отличившего в боях при взятии германских городов и штурме Берлина.